# Мархабат Байгут
Мархабат Байгут (каз. Мархабат Байғұтұлы Байғұт; 25 травня 1945; Тюлькубаський район, Південно-Казахстанська область КазРСР, СРСР — 26 листопада 2022) — казахстанський письменник, журналіст і громадський діяч. Заслужений діяч Казахстану (2004). Лауреат Міжнародної літературної премії «Алаш» (1996) та Міжнародної премії «За заслуги у тюркському світі» (2016).

## Біографія
Народився 25 травня 1945 року в аулі Пстелі Тюлькубаського району Південно-Казахстанської області. Козах. Батько — Татеєв Байгут, мати — Татеєва Асем.
У 1972 році закінчив філологічний факультет Казахського державного університету, викладач казахської мови та літератури.
З 1968 року — коректор, перекладач, завідувач відділу Тюлькубаської районної газети «Маяк — Шамшырақ».
З 1974 року — перекладач, літературний співробітник, завідувач відділу Чимкентської обласної газети «Оңтүстік Қазақстан».
З 1984 року — інструктор відділу агітації та пропаганди Чимкентського обкому Компартії Казахстану.
З 1985 року — відповідальний секретар, голова Чимкентського міжобласного відділення Спілки письменників Казахстану.
З 1992 року — завідувач відділу внутрішньої політики апарату акима ПКО.
З 1993 року — начальник Управління з мов ПКО.
З 1998 року — заступник начальника, начальник Управління інформації та суспільної згоди ПКО.
З 2004 року — начальник Управління інформації Міністерства інформації РК;
З січня 2005 року — начальник Управління з розвитку мов ПКО.
З 2008 року — спеціальний кореспондент у Південному регіоні (Жамбилська, Кизилординська, Південно-Казахстанська області) АТ «Республіканська газета „Єгемен Қазақстан“» — головний редактор альманаху «Қазиғұрт».

## Творчість
Автор повістей й оповідань «Шілде» (1978), «Сырбұлақ» (1980), «Интернаттың баласы» (1985), «Нәуірзек» (1988), «Қорғансыз жүрек» (1993), «Дауыстың түсі» (1993), «Машаттағы махабатт» (1995), «Ақпандағы мысықтар» (2000), «Аңсар» (2001), «Алмағайып» (2001), «Қозапая» (2003), «Ауыл әңгімелері» (2004), а також понад 500 статей і публікацій.
Володів казахською, російською та німецькою (зі словником) мовами.
Член Спілки письменників КазРСР (1985), член правління Спілки письменників Казахстану (з 1991).

## Нагороди та звання
- 1996 (9 грудня) — Указом президента РК нагороджений орденом Пошани[4];
- 1996 — Міжнародна літературна премія «Алаш» Спілки письменників Казахстану;
- 2001 — Медаль «10 років незалежності Республіки Казахстан»;
- 2004 — звання «Заслужений діяч Казахстану»;
- 2007 — звання «Почесний громадянин Південно-Казахстанської області»;
- 2009 — звання «Почесний журналіст Казахстану»;
- 2010 — Державна стипендія Президента РК в галузі культури та мистецтва[5];
- 2014 — Указом президента РК нагороджений орденом Благородства[6];
- 2015 — Медаль «Ветеран праці Казахстану»;
- 2016 — Міжнародна премія «За заслуги у тюркському світі» (Анкара);
- 2017 — Медаль «За внесок у розвиток регіону»[7];
- 2021 (2 грудня) — Указом президента РК нагороджений орденом Барса 3 ступеня[8].